# Josef Medřický
Josef Medřický (Vyžlovka, 25 maggio 1908 – Praga, 27 ottobre 1982) è stato un pallanuotista cecoslovacco che ha partecipato ai Giochi di Berlino 1936.